# Lophodiplosis indentata
Lophodiplosis indentata är en tvåvingeart som beskrevs av Gagne 1997. Lophodiplosis indentata ingår i släktet Lophodiplosis och familjen gallmyggor. Inga underarter finns listade i Catalogue of Life.